# Gamba di Legno

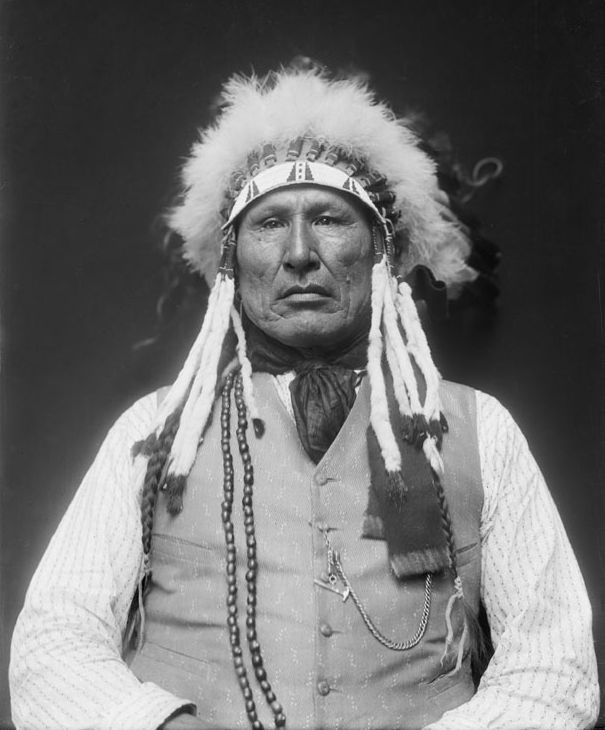

Kâhamâxéveóhtáhe, nome in lingua cheyenne di Gamba di Legno (in inglese Wooden Leg; Colline Nere, 1858 – 1940), è stato un condottiero nativo americano dei Cheyenne settentrionali, tra i protagonisti della celeberrima Battaglia del Little Bighorn, nella quale fu annientato l'intero gruppo di squadroni di George Armstrong Custer.

## Primi anni di vita
Nacque nel 1858 nella regione delle Black Hills, nei pressi del fiume Cheyenne. Figlio di "Many Bullet Wounds" (italiano, "Molte Ferite da Proiettile"), anche chiamato “White Buffalo Shaking off the Dust” (in italiano, "Buffalo Bianco che alza la Polvere"), e “Eagle Feather on the Forhead" (in italiano, "Piuma d'Aquila sulla Fronte"). Aveva tre fratelli e due sorelle. Durante l'infanzia era conosciuto come "Mangia dalla sua mano". Più tardi, ha ereditato il nome "Gamba di Legno" da suo zio, un indiano Corvo adottato dalla famiglia della madre. Questo giovane corvo si dimostrò instancabile camminatore, superando tutti i giovani Cheyenne della sua tribù e guadagnandosi il nome "Gamba di Legno", poiché le sue gambe infaticabili sembravano essere di legno. Solo il nipote era in grado di seguirlo nelle sue lunghe passeggiate, così gli amici di Eats incominciarono a chiamarlo col nome dello zio. Alla fine “Mangia dalla sua mano” cambiò il suo soprannome acquisendo quello di suo zio.

## Gioventù
In gioventù visse con la sua tribù, vagando tra le Black Hills e il Little Bighorn River. In questo periodo viveva come qualsiasi altro indiano delle Pianure, a caccia di selvaggina e combattendo nemici, in particolare i Crow e gli Shoshone.

## La prima battaglia
La prima battaglia del quale fu testimone combattuta contro gli uomini bianchi, fu la Wagon Box Fight nel 1866. "Gamba di Legno" era troppo giovane per prendere parte alla battaglia, ma suo fratello, il maggiore, "Strong Wind Blowing" (in italiano, "Forte Vento che Soffia"), venne ucciso in combattimento. Nonostante la vittoria finale dei Cheyenne, quella fu, per lui e la tutta sua famiglia, una giornata di lutto. A 14 anni, venne invitato da "Left Hand Shooter" (in italiano, "Sparatutto con la Mano Sinistra"), a far parte della società guerriera degli "Elkhorn Scrapers" (in italiano, "Raschiatori di Elkhorn"), uno dei tre gruppi guerrieri, gli altri due erano i "Crazy Dog", "Cane Pazzo", e i "Fox" (in italiano, "Volpe"), in cui la tribù era divisa. A 17 anni, si ritira per onorare la principale divinità indiana, il “Grande Spirito”, più propriamente detto "Il Grande Mistero”. Trascorse quattro giorni rinchiuso in un tepee, meditando e contemplando e visitato solo una volta al giorno. Dopo una lunga meditazione, il suo volto venne dipinto con un cerchio nero che gli copriva la fronte, il mento e le guance, mentre l'area interna del cerchio venne colorata di giallo. Questa immagine del viso, insieme con il suo vestito migliore, il suo scudo e il suo flauto, ricavato dall'ala di un'aquila, divenne, per il resto della sua vita, parte della sua attrezzatura da guerra.

## Grande guerra Sioux del 1876-77
La mattina del 17 marzo 1876, "Gamba di Legno" e alcune centinaia di Cheyenne del Nord e di Sioux Oglala, si accamparono pacificamente lungo le rive del Powder River ghiacciato nei pressi dell'attuale Moorhead, in Montana. Intorno alle 9:05, diversi soldati americani al comando del colonnello Joseph J. Reynolds, entrarono nel villaggio addormentato. "Gamba di Legno" e altri guerrieri agirono prontamente allontanando donne e bambini dalla strada e rallentando l'avanzata dei soldati. I cavalleggeri di Reynold bruciarono sia il villaggio sia la riserva di cibo invernale della tribù, catturando circa 700 cavalli, ma furono costretti a ritirarsi verso sud quando i Cheyenne contrattaccarono. Questo battaglia divenne nota come la Battaglia di Powder River. La mattina seguente i Cheyenne riconquistarono la maggior parte dei loro cavalli sottratti dai soldati, perdendo sorprendentemente pochi guerrieri. Uomini, donne e bambini camminarono per tre giorni per poter raggiungere più a nord il villaggio degli Oglala Sioux del Crazy Horse, villaggio situato sul fiume Powder, dove ricevettero cibo e riparo. Lungo la strada, molti uomini, donne e bambini della tribù morirono per assideramento.
Il 17 giugno 1876, "Gamba di Legno" partecipò alla Battaglia di Rosebud. I nativi americani si scontrarono con 1 000 soldati tra cavalleria e fanteria, alleati con 300 guerrieri delle tribù Crow e Shoshone, tutti sotto il comando del Brigadiere Generale George Crook. Cinque delle sei compagnie statunitensi di cavalleria che avevano razziato il villaggio di "Gamba di Legno", esattamente tre mesi prima sul Powder River, erano presenti a Rosebud, ma il colonnello Reynolds venne processato e costretto a dimettersi, quindi non era presente. La battaglia fu una vittoria strategica dei nativi americani e contribuì, otto giorni dopo, alla successiva sconfitta di Custer nella battaglia del Little Bighorn.
La mattina del 25 giugno 1876, mentre dormivano sotto un albero dopo una notte di festa, "Gamba di Legno" e suo fratello "Yellow Hair" (in italiano, "Capelli Gialli"), furono risvegliati dalle grida degli anziani che annunciavano l'arrivo dei soldati americani. "Gamba di Legno" corse alla sua tenda, si preparò rapidamente alla battaglia, gettandosi nella mischia insieme con suo fratello. All'inizio combatté contro i soldati al comando del maggiore Marcus Reno, nascosto e circondato dai boschi vicino al fiume. Sconfiggendo questi nemici, si diresse verso il fiume dove trovò un fucile e delle munizioni; quindi attaccò i soldati sulle colline, sotto il comando del tenente colonnello George A. Custer. "Gamba di Legno" aveva appena combattuto nella Battaglia di Little Bighorn, uno dei combattimenti più sanguinosi delle battaglie americane tra nativi e bianchi.
Dopo la battaglia vittoriosa, i Cheyenne del Nord vagarono nella regione del Little Bighorn River. Verso la fine del 1876, il generale Crook condusse un altro battaglione, partendo da Camp Reno, una base temporanea, verso nord lungo il fiume Powder. Gli scout indiani dei Crook, Pawnee, Sioux, Shoshoni e altri, trovarono un grande accampamento di Cheyenne alla Red Fork del Powder River, sul lato est delle Big Horn Mountains. Il IV reggimento di cavalleria statunitense sotto il comando del colonnello Ranald S. Mackenzie fu inviato ad attaccare e distruggere il campo. Dopo una lunga e difficile marcia durante la notte su un terreno geleto e insidioso, il reggimento giunse, la mattina del 25 novembre 1876, al campo Morning Star, chiamato anche, “Dull Knife" (in italiano, "Coltello smussato"). Secondo alcune fonti storiche, i Cheyenne avevano danzato quasi tutta la notte per cui gran parte del campo era sveglio. Le truppe e gli scout di Mackenzie attaccarono il campo, uccidendo molti degli abitanti e mettendo in fuga il resto, tra cui "Gamba di Legno" e "Piccolo Lupo". Il campo stesso fu bruciato e le provviste furono prese dagli scout e dalle truppe. A causa della fuga, "Gamba di Legno" fu costretto ad abbandonare il suo flauto che si perse durante la distruzione del campo. La Compagnia K del II Reggimento di Cavalleria del colonnello Mackenzie aveva combattuto con il colonnello Reynolds contro "Gamba di Legno" e il suo villaggio durante il marzo precedente, e, in quel freddo novembre del 1876 lo combatté nuovamente.
Dopo la battaglia, i Cheyenne del Nord marciarono verso nord-est, raggiungendo gli Oglala Sioux. Qui furono raggiunti da altre tribù, come Miniconjou, Sans Arcs, Santee Sioux e Blackfeet Sioux. Insieme, raggiunsero e si accamparono nella valle del Little Bighorn, per poi trasferirsi sul Tongue River. Furono presto inseguiti da altri soldati statunitensi al comando del colonnello Nelson A. Miles, che li combatté nella battaglia di Wolf Mountain l'8 gennaio 1877.

## Vita nelle riserve
Alcuni Cheyennes, che avevano vissuto per qualche tempo nelle riserve degli Stati Uniti, furono inviati dal governo degli Stati Uniti a persuadere le tribù ad arrendersi e a vivere in una riserva. A causa della mancanza di cibo, gran parte della tribù Cheyenne accettò l'offerta; "Gamba di Legno", con un gruppo di altri 34 Cheyennes, tra cui suo fratello "Yellow Hair", rifiutò, visto che "desideravano ancora, più di ogni altra cosa, quella libertà che consideravano un diritto". Il nativo americano visse una vita faticosa nella zona dei fiumi Tongue e Powder, finché, ridotti di nuovo alla fame, decisero assieme agli altri 30 Cheyenne di rinunciare alla loro vita di cacciatori accettando di vivere nella riserva.
"Gamba di Legno" entrò nella riserva del White River. Visse lì fino a quando il governo degli Stati Uniti costrinse i Cheyenne a trasferirsi nel Territorio indiano, l'attuale Oklahoma. In quel luogo, "Gamba di Legno" imparò a cacciare le aquile. Tuttavia, la nuova riserva era molto lontana dalla terra natia di molti Cheyenne del Nord, per cui molti morirono di malattia. Un gruppo guidato da "Dull Knife" (in italiano, "Coltello Spuntato") e "Little Wolf" (in italiano, "Piccolo Lupo"), disobbedì ai soldati lasciando la riserva per tornare a nord (vedi Esodo dei Cheyenne settentrionali). "Gamba di Legno" dapprima non seguì i capi rimanendo nella riserva. Nel 1878, sposò una donna dei Cheyenne del Sud. Dopo la morte di suo padre, Gamba di Legno e la sua famiglia decisero di lasciare la riserva meridionale. Passando dalla riserva di "White River", ribattezzata "Riserva Indiana di Pine Ridge", raggiunsero il luogo in cui erano accampati "Piccolo Lupo" e gli altri Cheyenne.
Nel 1889, "Gamba di Legno" si arruolò come scout indiano a Fort Keogh, venendo assegnato al Corpo Cheyenne Scouts del Dipartimento del Dakota sotto il comando del tenente Edward W. Casey. Nel 1890, gli scout di Casey e "Gamba di Legno" che guidarono i soldati nella campagna della "Ghost Dance", ebbe come risultato il massacro dei suoi vecchi alleati Sioux a Wounded Knee, nella Riserva Indiana di Pine Ridge. Negli stessi anni, prestò servizio anche come messaggero e sentinella.
A trent'anni dalla battaglia di Little Bighorn, nel 1906, "Gamba di Legno" partecipò a una riunione tra bianchi e nativi americani, riuniti sul campo della battaglia per ricordare quell'evento. Parlò della battaglia, essendo uno dei pochi indiani che ebbe il coraggio di raccontare la sua esperienza a Dixon, un dottore bianco. Nel 1908 "Gamba di Legno" fu battezzato da un prete della riserva. Accettando la cerimonia, pensò che i bianchi e gli indiani adorassero lo stesso dio, anche se li chiamavano con nomi diversi.
Nel 1913, "Gamba di Legno" , insieme con "Little Wolf" (in italiano, "Piccolo Lupo"), nipote del vecchio capo dei Cheyenne, "Two Moons" (in italiano, "Due Lune") e "Black Wolf" (in italiano "Lupo Nero"), faceva parte della delegazione inviata a Washington per parlare della tribù dei Cheyenne. Durante questo viaggio, visitò Washington e New York. Tornato in riserva, divenne un magistrato: aveva la responsabilità di risolvere le discussioni nella tribù e di insegnare le leggi degli Stati Uniti. Per due volte gli fu offerto di diventare un sottocapo del gruppo guerriero degli "Elkhorn Scrapers", ma rifiutò; alcuni uomini bianchi lo chiamavano “Chief Wooden Leg” (in italiano, "Capo Gamba di Legno"), anche se in realtà non era mai stato un capo. Aveva due figlie, ma morirono entrambi giovani. Dopo la morte dell'ultima figlia, lui e sua moglie hanno deciso di adottare il figlio di sua sorella, "John White Wolf" (in italiano, "Giovanni Lupo Bianco"). In un'intervista del 1903 con Thomas B. Marquis, ex medico dell'agenzia per i Cheyenne, "Gamba di Legno" riferì una grande quantità di informazioni sulla vita di Cheyenne prima nelle riserve e sulla battaglia di Little Bighorn. La sua testimonianza venne pubblicata nel libro "Wooden Leg: A Warrior Who Fought Custer" (in italiano, "Gamba di Legno, il guerriero che combatté contro Custer").

## La testimonianza
L'inizio della fine
- 17 marzo 1876: l'accampamento Cheyenne, di cui faceva parte "Gamba di Legno", composto approssimativamente da 70 nativi americani, venne attaccato e distrutto dai soldati statunitensi sul fiume Powder, poco sopra la foce del Little Powder. Pochi furono uccisi, ma tutti i loro beni vennero distrutti. I Cheyenne, ridotti in miseria, migrarono verso ovest per cercare aiuto da altre tribù.
- I Cheyenne vennero aiutati da una banda di Sioux Oglala, con i quali intrattenevano ottimi rapporti. I capi si riunirono e decisero di migrare verso nord per evitare altri attacchi da parte dall'uomo bianco.
- Pochi giorni dopo i Sioux Oglala e i Cheyenne si uniscono al numerosissimo campo dei Sioux Uncpapa, guidati da "Toro Seduto", che si era distinto per non aver mai voluto attaccare l'uomo bianco.
- Nello stesso luogo i tre accampamenti vengono raggiunti dai Sioux Minneconjou, per poi spostarsi ulteriormente verso nord.
- Ai quattro accampamenti si unirono i Sioux Senza Arco (Sans Arcs). I gruppi preesistenti si rinfoltiscono, arrivando a 60-70 tende per ogni tribù, eccetto gli Hunkpapa che ne avevano erette almeno il doppio.
- Sul Powder si aggiunse un sesto accampamento, quelli dei Sioux Piedineri, oltre che gruppi minori di Giacca e Casacca (Sioux Santee, gruppo Wahpeton), Assiniboine, Cosce Bruciate (Brulées). Qui i Cheyenne settentrionali furono raggiunti da un altro grande gruppo, capeggiati da "Uomo Bianco Zoppo", gruppo che faceva parte dei meridionali, sebbene avesse vissuto a lungo con i settentrionali.
- I sei campi continuarono a spostarsi, fino ad arrivare a Rosebud a maggio e poi sul torrente Reno. Tutti gli spostamenti hanno i Cheyenne in testa e gli Hunkpapa in coda.
- Un gruppo di cacciatori avvista un contingente di soldati a sud che marcia in direzione del campo. Una volta riferita la notizia al campo, i capi decidono di muoversi nuovamente, ma i giovani guerrieri, contro la volontà dei capi, partono di notte per attaccare i bianchi.

Verso le 8 di mattina del 17 giugno 1876 i nativi americani delle varie tribù sferrano l'attacco e mettono in fuga i bianchi senza particolari perdite da nessuna delle due parti. I guerrieri tornano al campo vittoriosi.
- Il campo si stabilisce nella valle del Little Big Horn per sei giorni.
- 24 giugno 1876: il campo si sposta ulteriormente a Sud. Dopo la prima notte di festeggiamenti, i nativi americani al mattino vengono attaccati da Custer. In quel momento vi erano sei campi tribali, con il primo dei Cheyenne e l'ultimo degli Uncpapa distanti circa 2–3 km e gli altri in mezzo. Fu stimato che fossero accampati 12 000 indiani, di cui 1 600 solamente Cheyenne, il resto Sioux.

### Gli Indiani contro Capelli Lunghi
Alcune fonti affermarono che a comandare i Cheyenne nella battaglia del Little Bighorn fosse Due Lune, ma è falso. Egli era un capo guerriero in sott'ordine, e, anni dopo la battaglia, raccontò volontariamente ai giornalisti delle fandonie. Questi sono i nomi riportati da "Gambe di Legno" e altri Cheyenne.
Capi degli accampamenti:
- Hunkpapa: Toro Seduto. Egli era stato anche riconosciuto come unico capo anziano da tutte e sei le tribù indiane unite. Il capo sciamano si chiamava Pipa di Vitello di Bisonte.
- Oglala: Cavallo Pazzo.
- Minneconjou: Cervo Zoppo (Lame Deer).
- Sans-Arc: Gobba sul Naso, o Gobba.
- Blackfeet: sconosciuto.
- Cheyenne: Vecchio Orso e Mocassini Sporchi. Dopo di questi, per importanza: Testa Pazza. Condottiero dei guerrieri dell'Alce: Uomo Bianco Zoppo. Condottiero dei guerrieri del Cane Pazzo: Vecchio Uomo Coyote. Condottiero dei guerrieri della Volpe: Ultimo Toro.

Tranne pochissime eccezioni i nomi sopracitati non parteciparono attivamente alla battaglia. Il combattimento era compito esclusivo dei giovani, mentre gli anziani rimanevano nelle retrovie, dando consigli e incoraggiando. Gli ordini non erano previsti, ogni nativo americano combatteva come singolo.

### La battaglia
Al mattino presto Custer attaccò esattamente al centro del grande accampamento tribale, vedendosi ben presto respinto da un numero crescente di forze. I nativi americani si truccarono e vestirono, preparandosi alla morte e questo ritardò l'attacco in massa di vari minuti. Ecco i punti salienti o maggiormente interessanti:
- I nativi americani non sapevano dell'attacco imminente, furono colti di sorpresa.
- Nessuno conosceva chi fossero gli ufficiali statunitensi, né tantomeno chi fosse Custer (chiamato anche Capelli Lunghi). A battaglia finita i nativi americani credevano che l'attacco fosse stato mosso dagli stessi soldati che avevano cacciato sul Rosebud giorni prima.
- Nessuno subito dopo la battaglia si prese il merito di aver ucciso Custer, né alcun altro ufficiale. Per i nativi americani erano tutti uguali.
- I nativi americani presero gli scalpi (pratica appresa dagli stessi europei invasori[senza fonte]), dopo la morte dei nemici.
- Secondo "Gamba di Legno", le perdite dei nativi americani furono circa 32.
- Un aspetto particolarmente tragico, e spesso taciuto da diverse fonti, è che un certo numero di soldati, memori dei racconti sulle torture inflitte dai nativi a chi cadeva vivo nelle loro mani, preferirono suicidarsi allorché si resero conto si essere in schiacciante inferiorità e destinati alla cattura e ad una conseguente morte dolorosa. Testimonianze successive di nativi riferirono anche di suicidi collettivi di gruppi di soldati, che si suicidarono sparandosi vicendevolmente.   Solo pochi tentarono la fuga, ed anche fra questi alcuni, pur potendo in teoria sfuggire alla cattura, si suicidarono con la propria pistola durante la fuga. I nativi americani, non capendo il gesto, imputarono l'accaduto agli effetti del whisky o a una "medicina" dei loro sciamani. Va tuttavia sottolineato che una recente pubblicazione di archeologia forense, relativa allo studio di scheletri riesumati dal campo di battaglia, ha rilevato la presenza di lesioni ossee compatibili con atti suicidari in relativamente pochi reperti.

Gamba di Legno morì nel 1940.